# رمو جاتسوتو
رِمو جاتسوتو (به ایتالیایی: Remo Giazotto) (زادهٔ ۱۹۱۰، رم - درگذشتهٔ ۱۹۹۸، پیزا) موسیقی‌شناس، منتقد موسیقی و آهنگساز ایتالیایی بود که به خاطر جمع‌آوری آثار توماسو آلبینونی مشهور است. او زندگی‌نامهٔ آلبینونی و موسیقی‌دانان دیگری مانند آنتونیو ویوالدی را نوشته‌است.
جاتسوتو در سال ۱۹۴۹ کارگردان شبکهٔ رادیوییِ ایتالیا (RAI) شد و در سال ۱۹۶۱ کارگردانی برنامه‌های بین‌المللی در شبکهٔ اتحادیهٔ اروپا را بر عهده گرفت.
او رئیس کمیتهٔ اجراییِ RAI و نویسندهٔ مجموعه زندگی‌نامه‌های آهنگسازان این شبکه بود.
جاتسوتو به دلیل انتشار آداجو در سل مینور بسیار زبانزد است؛ طبق ادعای خود او، رونویسی از سونات آلبینونی بوده که به صورت پراکنده و دست‌نویس از کتابخانهٔ ساکسون استیت به دست آورده بود.